# Хайрпур (округ)
Хайрпу́р (урду ضلع خیرپور‎, англ. Khairpur District, синдхи خيرپور ضلعو) — один из 23 округов пакистанской провинции Синд. Административный центр — город Хайрпур.

## География
Площадь округа — 15 910 км². На севере граничит с округами Шикарпур и Суккур, на западе — с округами Ларкана и Наушахро-Ферозе, на юге — с округами Навабшах и Сангхар, на востоке — с территорией Индии.

## Административно-территориальное деление
Округ делится на восемь техсилов:
- Хайрпур
- Нара
- Кот-Диджи
- Собхо-Деро
- Кингри
- Фаиз-Гандж
- Гамбат
- Мирвах

## Население
По данным переписи 1998 года, население округа составляло 1 546 587 человек, из которых мужчины составляли 52,4 %, женщины — соответственно 47,6 %. Уровень грамотности населения (от 10 лет и старше) составлял 35,5 %. Уровень урбанизации — 23,61 %. Средняя плотность населения — 97,2 чел./км².